# Tainarys schini
Tainarys schini är en insektsart som beskrevs av Brfthes 1920. Tainarys schini ingår i släktet Tainarys och familjen rundbladloppor. Inga underarter finns listade i Catalogue of Life.